# Christoffer Sundgren
Kjell Tommy Christoffer Sundgren (Sveg, 31 luglio 1989) è un giocatore di curling svedese vincitore di una medaglia d'oro e una d'argento ai Giochi olimpici.

## Biografia
Ha rappresentato la Svezia ai Giochi olimpici invernali di Pyeongchang 2018, in cui ha vinto la medaglia d'argento nel torneo maschile.
Alla sua seconda partecipazione olimpica a Pechino 2022 ha vinto la medaglia d'oro nel torneo maschile, con Niklas Edin, Oskar Eriksson, Rasmus Wranå e Daniel Magnusson.

## Palmarès
- Giochi olimpici

Pyeongchang 2018: argento nel torneo maschile;
Pechino 2022: oro nel torneo maschile;
- Mondiali

Pechino 2014: argento nel torneo maschile;
Halifax 2015: oro nel torneo maschile;
Edmonton 2017: argento nel torneo maschile;
Las Vegas 2018: oro nel torneo maschile;
Lethbridge 2019: oro nel torneo maschile;
Calgary 2021: oro nel torneo maschile;
Las Vegas 2022: oro nel torneo maschile;
Basilea 2024: oro nel torneo maschile;
- Europei

Champéry 2014: oro nel torneo maschile;
Esbjerg 2015: oro nel torneo maschile;
Renfrewshire 2016: oro nel torneo maschile;
St Gallen 2017: oro nel torneo maschile;
Tallinn 2018: argento nel torneo maschile;
Helsingborg 2019: oro nel torneo maschile;
Lillehammer 2021: argento nel torneo maschile;
Aberdeen 2023: argento nel torneo maschile;
- Universiadi

Trentino 2013: ore nel torneo maschile;